# Anton Doboș
Anton Doboș (* 13. října 1965, Sărmașu, Rumunsko) je bývalý rumunský fotbalový obránce a funkcionář.

## Klubová kariéra
V rumunské lize debutoval v roce 1988 za tým Universitatea Kluž. Po roce se stěhoval do Dinama Bukurešť, se kterým hned ve své první sezóně získal titul, což zopakoval i o dva roky později, před dalším přestupem do konkurenční Steauy. S ní získal další čtyři mistrovské tituly a dvakrát rumunský pohár. V roce 1996 přestoupil do AEK Atény. Aktivní kariéru ukončil v roce 2000 v jiném řeckém klubu Ethnikos Pireus.

## Reprezentační kariéra
V rumunské reprezentaci odehrál první ze třiadvaceti zápasů 22. září 1993 ve vítězném zápase proti Izraeli. Jediný reprezentační gól vstřelil do sítě Lichtenštejnska. Zúčastnil se EURA 96' a mistrovství světa 1998.

## Funkcionářská kariéra
V letech 2002–2005 byl Doboș presidentem klubu FC Temešvár, který ještě během působení klubu v Bukurešti přejmenoval na AEK, na počest klubu, ve kterém strávil poslední roky kariéry. V roce 2007 přijal nabídku stát se předsedou jiného rumunského klubu Universitatea Kluž.

## Úspěchy
FC Dinamo București
- 2× vítěz rumunské ligy (1989/90), (1991/92)
- 1× vítěz rumunského poháru (1989/90)

FC Steaua București
- 4× vítěz rumunské ligy (1992/93, 1993/94, 1994/95, 1995/96)
- 2× vítěz rumunského poháru (1991/92, 1995/96)
- 2× vítěz rumunského Superpoháru (1993/94, 1994/95)

AEK Atény
- 1× vítěz řeckého poháru (1996/97)
- 1× vítěz řeckého superpoháru (1996)